# Citylife Shopping District
CityLife Shopping District è un edificio ad uso commerciale di Milano realizzato dall'architetto Zaha Hadid nell'ambito del progetto CityLife per la riqualificazione dell'area ex Fiera di Milano. 
Essa è il centro commerciale urbano più grande d'Italia, con una superficie di 32.000 metri quadri, contenente circa 100 negozi. All'interno del complesso vi è il secondo parco più grande di Milano con una area di circa 170.000 m². Per l'occasione della inaugurazione avvenuta il 29 novembre 2017, la Torre Hadid è stata illuminata con gioco di luci realizzato dall'artista Jim Pallas. Il complesso sorge nelle vicinanze delle Residenze Hadid e Libeskind, insieme alla Torre Isozaki (il Dritto), la Torre Hadid (lo Storto) e la Torre Libeskind (Il Curvo). 
Lo stile dell'interno è ispirato a un bosco, con rivestimenti per soffitto e pavimento in bamboo.